# Сташківці
Сташківці (Сгашківці) (словац. Staškovce) — село в Словаччині, Стропковському окрузі Пряшівського краю. Розташоване в північно-східній частині Словаччини недалеко кордону з Польщею. Село виникло в 1960 р. як результат з'єднання колишніх сіл Великі Сташківці (словац. Veľké Staškovce) та Малі Сташківці (словац. Malé Staškovce).
Уперше згадується у 1408 році.

## Пам'ятки
У селі є греко-католицька церква святого Дмитра (Деметера), великомученика з 1903 року в стилі необароко, з 1963 року національна культурна пам'ятка.

## Населення
| Рік:            | 1994. | 2004.   | 2014.   | 2024.  |
| --------------- | ----- | ------- | ------- | ------ |
| Кількість осіб: | 275   | 277     | 250     | 236    |
| Різниця:        |       | +0,72 % | -9,74 % | -5,6 % |

| Рік:            | 2023. | 2024.   |
| --------------- | ----- | ------- |
| Кількість осіб: | 242   | 236     |
| Різниця:        |       | -2,47 % |

В селі проживає 256 чол.
Національний склад населення (за даними останнього перепису населення — 2001 року):
- словаки- 72,95 %
- русини- 21,00 %
- цигани (роми)- 3,91 %
- українці- 1,07 %
- чехи- 0,71 %

Склад населення за приналежністю до релігії станом на 2001 рік:
- греко-католики- 79,72 %,
- православні- 5,69 %,
- римо-католики- 5,34 %,
- протестанти (еванєлики)- 0,71 %,
- не вважають себе віруючими або не належать до жодної вищезгаданої церкви: 7,83 %